# Гресія (Прахова)
Гресія (рум. Gresia) — село у повіті Прахова в Румунії. Входить до складу комуни Старкіожд.
Село розташоване на відстані 101 км на північ від Бухареста, 46 км на північ від Плоєшті, 146 км на захід від Галаца, 54 км на південний схід від Брашова.

## Населення
За даними перепису населення 2002 року у селі проживали 8 осіб, усі — румуни. Усі жителі села рідною мовою назвали румунську.